# Allotrochosina schauinslandi
Allotrochosina schauinslandi är en spindelart som först beskrevs av Simon 1899.  Allotrochosina schauinslandi ingår i släktet Allotrochosina och familjen vargspindlar. Inga underarter finns listade i Catalogue of Life.